# Hrušćica
 Hrušćica  falu Horvátországban Zágráb megyében. Közigazgatásilag Rugvicához tartozik.

## Fekvése
Zágráb központjától 12 km-re keletre, községközpontjától 9 km-re északnyugatra, a Száva bal partján, az A3-as és A4-es autópálya csomópontja mellett fekszik.

## Története
Lakói a középkorban a zágrábi káptalan jobbágyai voltak. Egyházilag egykor a šćitarjevoi plébániához tartozott. Haláleset alkalmával a halottat csónakon vitték át a Száván a túlparton fekvő šćitarjevoi temetőbe. Ma szomszédos Ivanja Reka 1981-ben alapított Keresztelő Szent János plébániájához tartozik.
1857-ben 102, 1910-ben 154 lakosa volt. Trianon előtt Zágráb vármegye Dugo Seloi járásához tartozott. Később Dugo Selo község része volt. 1993-ban az újonnan alakított Rugvica községhez csatolták. 2001-ben 168 lakosa volt.

## Lakosság
| Lakosság változása | Lakosság változása | Lakosság változása | Lakosság változása | Lakosság változása | Lakosság változása | Lakosság változása | Lakosság változása | Lakosság változása | Lakosság változása | Lakosság változása | Lakosság változása | Lakosság változása | Lakosság változása | Lakosság változása |
| ------------------ | ------------------ | ------------------ | ------------------ | ------------------ | ------------------ | ------------------ | ------------------ | ------------------ | ------------------ | ------------------ | ------------------ | ------------------ | ------------------ | ------------------ |
| 1857               | 1869               | 1880               | 1890               | 1900               | 1910               | 1921               | 1931               | 1948               | 1953               | 1961               | 1971               | 1981               | 1991               | 2001               |
| 102                | 107                | 123                | 147                | 147                | 154                | 144                | 142                | 141                | 132                | 124                | 124                | 117                | 123                | 168                |

## Külső hivatkozások
Rugvica község hivatalos oldala